# 侏棕雨燕屬
侏棕雨燕屬为雨燕目雨燕科下的一個屬。本屬物種分佈於南北美洲，現下屬3個物種。

## 命名歷史
本屬由英國博物學家菲利普·亨利·戈斯於1847年描述。其模式種由單型指定為安地列斯棕雨燕。其屬名由古希臘語的（「快速」之意）及（「鳥」之意）組成。

## 下屬物種
本屬包含以下物種：
- 安地列斯棕雨燕 Tachornis phoenicobia Gosse, 1847
- 侏棕雨燕 Tachornis furcata (Sutton, 1928)
- 叉尾棕雨燕 Tachornis squamata (Cassin, 1853)

## 外部連結
- 维基共享资源上的相關多媒體資源：侏棕雨燕屬
- 維基物種上的相關：侏棕雨燕屬